# Národní výbor (1848)

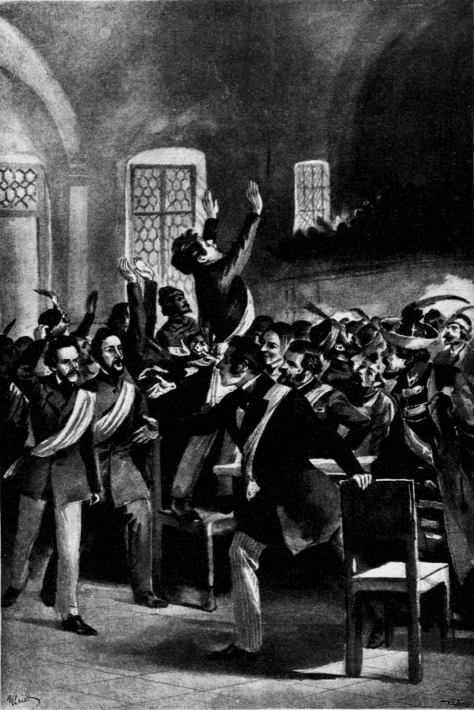
Bouřlivá schůze Národního výboru v jednom z pražských hostinců na jaře roku 1848

Národní výbor byl původně jako Svatováclavský výbor založen na schůzi obrozeneckých sil ve Svatováclavských lázních v Praze 11. března 1848. Svatováclavský výbor, vedený představiteli liberálního měšťanstva a inteligence, se v březnových dnech stal vůdčí silou českého politického hnutí. S příchodem radikálních demokratů byl v dubnu 1848 rozšířen na stočlenný orgán, který se pod názvem Národní výbor stal uznávanou politickou institucí. Po porážce pražského červnového povstání, v jehož čele radikální demokraté stáli, byl Národní výbor 26. června 1848 rozpuštěn.
Čeští radikální demokraté rovněž navrhovali, aby vznikly pobočky Národního výboru také v dalších městech a obcích. To však bylo zamítnuto s odkazem na jeho poradní funkci. Podařilo se to však u jiného spolku, který byl pod názvem Slovanská lípa založen 30. dubna 1848 v Praze. Jeho posláním bylo posilovat národní uvědomění a slovanskou vzájemnost. Později vznikla řada jeho odboček a na jejich sjezdu byla v roce 1848 založena Jednota Lip slovanských jako celozemská politická organizace. Za bachovského absolutismu se Lípa slovanská přeměnila v nepolitický spolek a ještě v roce 1849 zanikla.